# Esperit Sant
En el judaisme, l'Esperit Sant és la força divina, la qualitat i la influència de Déu sobre l'Univers o sobre les seves criatures. En el cristianisme de Nicea, l'Esperit Sant és la tercera persona de la Trinitat. A l'islam, l'Esperit Sant actua com a agent d'acció o comunicació divina. En la Fe bahà'í, l'Esperit Sant és vist com l'intermediari entre Déu i l'home i "la gràcia efusió de Déu i els raigs resplendents que emanen de la seva Manifestació".

## Religió comparada
La Bíblia hebrea conté el terme "esperit de Déu" (ruach hakodesh) que pels jueus s'interpreta en el sentit del poder d'un Déu unitari. Aquesta interpretació és diferent de la concepció cristiana de l'Esperit Sant com una sola persona de la Trinitat.
El concepte cristià tendeix a emfatitzar l'aspecte moral de l'Esperit Sant més que el judaisme, evident en l'epítet Esperit Sant que va aparèixer en els escrits religiosos jueus només relativament tard, però que era una expressió comuna al Nou Testament cristià. Basat en l'Antic Testament, el llibre dels Fets emfatitza l'aspecte del poder del ministeri de l'Esperit Sant.
Segons el teòleg Rudolf Bultmann, hi ha dues maneres de pensar l'Esperit Sant: "animista" i "dinàmica". En el pensament animista, és "un agent independent, un poder personal que com un dimoni pot caure sobre un home i prendre possessió d'ell, permetent-lo o obligant-lo a realitzar manifestacions de poder", mentre que en el pensament dinàmic "apareix com un impersonal". força que omple l'home com un fluid". Ambdós tipus de pensament apareixen en l'escriptura jueva i cristiana, però l'animisme és més típic de l'Antic Testament mentre que el dinamisme és més comú al Nou Testament. La distinció coincideix amb l'Esperit Sant com a do temporal o permanent. En l'Antic Testament i el pensament jueu, és principalment temporal amb una situació o tasca concreta al cap, mentre que en el concepte cristià el do resideix de manera permanent en les persones.
A la superfície, sembla que l'Esperit Sant té un equivalent en les religions mistèriques hel·lenistes. Aquestes religions incloïen una distinció entre l'esperit i la psique, que també es veu a les epístoles paulines. Segons els defensors de l'escola d'Història de les religions, el concepte cristià de l'Esperit Sant no es pot explicar només a partir de les idees jueves sense fer referència a les religions hel·lenístiques. I segons el teòleg Erik Konsmo, les opinions "són tan diferents que l'única connexió legítima que es pot establir és amb el mateix terme grec πνεῦμα [pneuma, Esperit]".
Un altre vincle amb el pensament grec antic és la idea estoica de l'esperit com a anima mundi -o ànima mundial- que uneix a totes les persones. Alguns creuen que això es pot veure en la formulació de Pau del concepte de l'Esperit Sant que uneix els cristians en Jesucrist i l'amor els uns als altres, però Konsmo torna a pensar que aquesta posició és difícil de mantenir. A la seva Introducció al llibre Meditations de 1964, el sacerdot anglicà Maxwell Staniforth va escriure:

Un altre concepte estoic que va oferir inspiració a l'Església va ser el d'"Esperit diví". Cleanthes, desitjant donar un significat més explícit al "foc creatiu" de Zenó, havia estat el primer a trobar el terme pneuma, o "esperit", per descriure'l. Com el foc, aquest "esperit" intel·ligent es va imaginar com una substància tènue semblant a un corrent d'aire o respiració, però que essencialment posseïa la qualitat de la calor; era immanent a l'univers com a Déu, i a l'home com a ànima i principi vivificador. És evident que no és difícil passar a l'"Esperit Sant" de la teologia cristiana, el "Senyor i Donador de vida", visiblement manifestat com a llengües de foc a la Pentecosta i des de llavors associada -en la ment cristiana com en la ment estoica- amb les idees de foc vital i calor benèfic.

## L'Esperit Sant a la Bíblia
Analitzant els passatges bíblics bàsics que parlen sobre l'Esperit Sant, els tres primers pertanyen a l'Antic Testament i són comuns, per tant, al judaisme i al cristianisme. Els següents pertanyen al Nou Testament, en concret als Evangelis i als Fets dels Apòstols. Per acabar, hi ha un breu apartat dedicat a les epístoles.

### Esperit de profecia

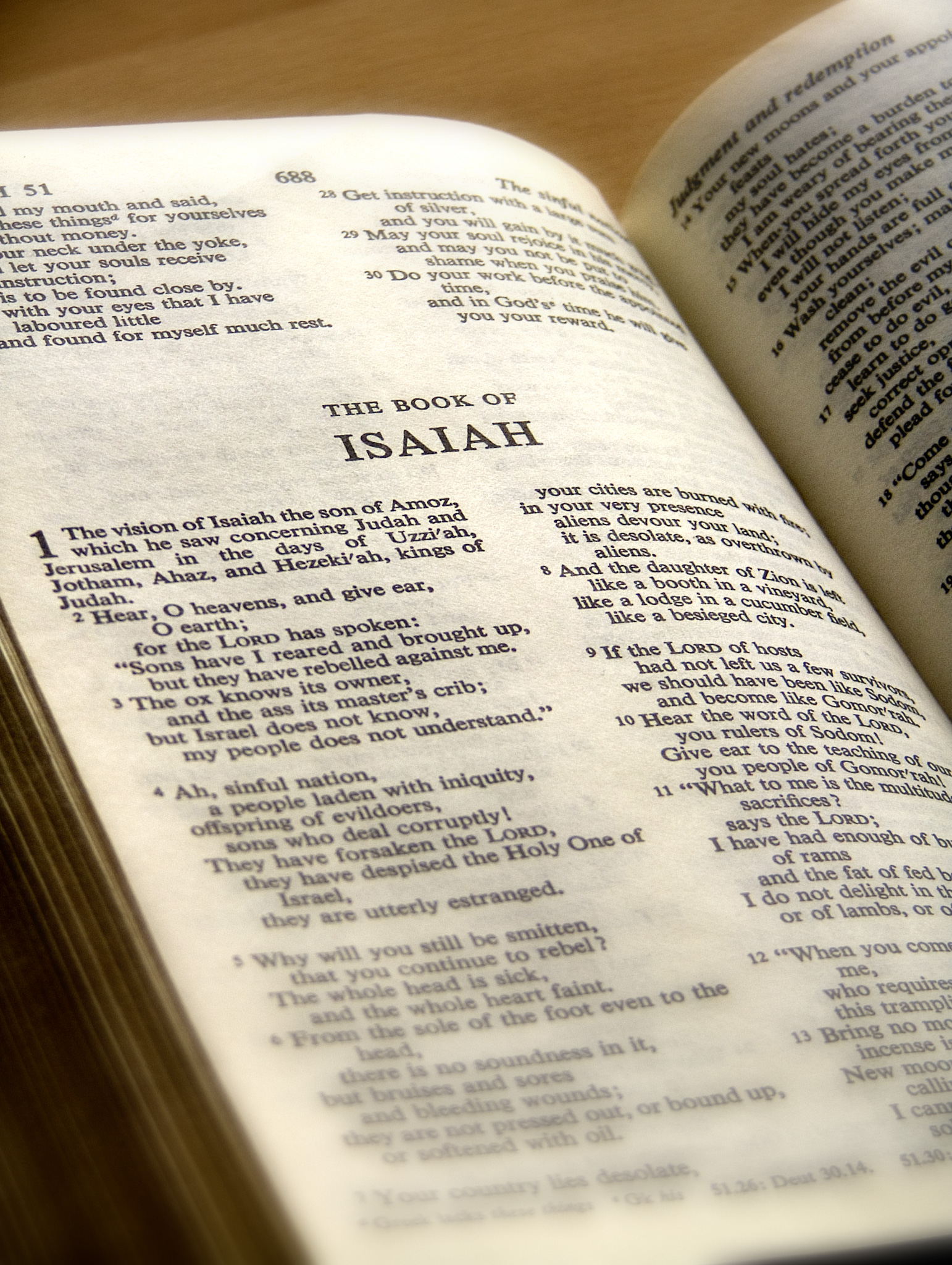
El Llibre d'Isaïes en una bíblia anglesa.

La teologia judeocristiana afirma que l'Esperit Sant inspirà les paraules i les accions dels profetes bíblics. Els principals profetes bíblics són Isaïes, Jeremies, Ezequiel i Daniel. A més, hi ha també els coneguts com profetes menors: Osees, Joel, Amós, Abdies, Jonàs, Miquees, Nahum, Habacuc, Sofonies, Ageu, Zacaries i Malaquies.

Ezequiel 2,2:
| « | Després de parlar aquesta veu, l'Esperit va entrar en mi i vaig poder escoltar-lo | » |

### Poder creador i força vital

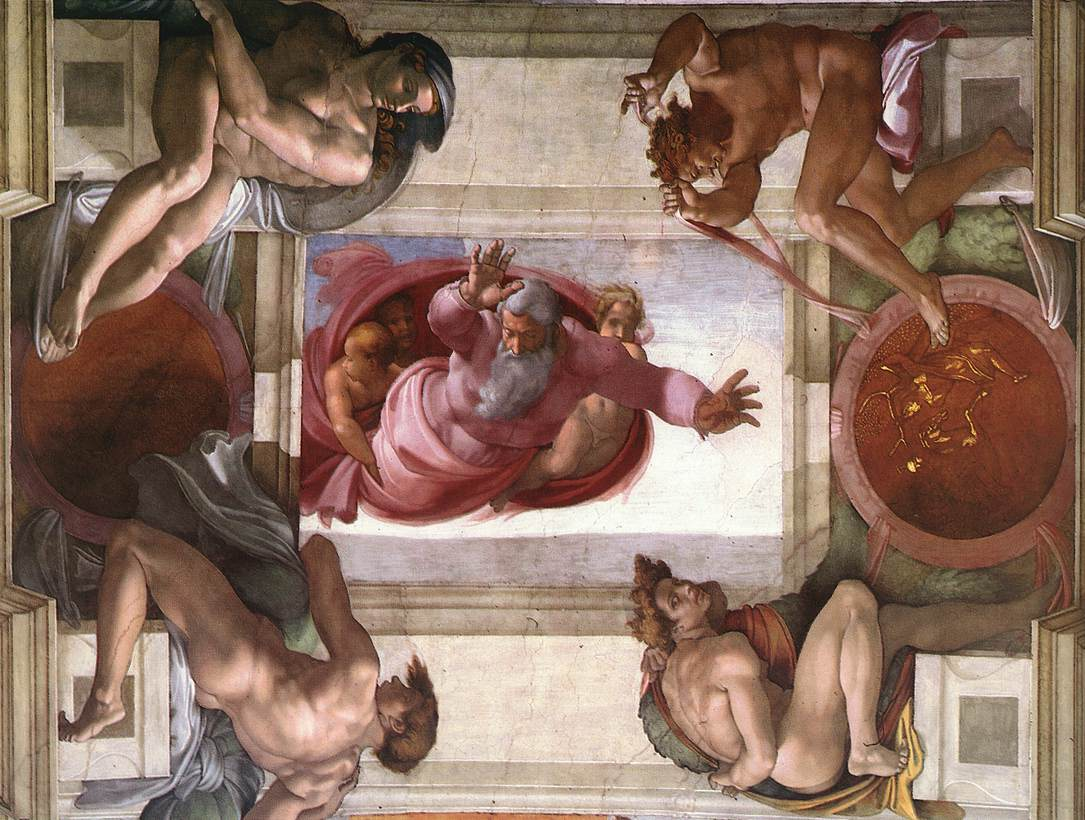
Separació dels cels i la terra, de Miquel Àngel, Capella Sixtina.

El Llibre del Gènesi menciona diversos cops l'"esperit de Déu" o l'"alè de Déu". Per al judaisme es tracta d'una qualitat de Déu, no d'un ésser autònom però per a la teologia cristiana aquestes són les primeres intervencions de l'Esperit Sant a la història bíblica. A la narració de la creació del món el verset Gen 1:2 diu que «l'Esperit de Déu planava sobre les aigües». Segons els teòlegs cristians aquesta frase expressa la idea d'una activitat divina actuant sobre el caos posterior a la «separació dels cels i la terra» (Gen 1:1) i al·ludeix al poder creador i formador de l'Esperit Sant.
Tanmateix, la paraula hebrea traduïda per "esperit" pot significar també "vent", "baf" o "alè", per això altres autors han traduït aquest passatge com «un alè de Déu planava sobre les aigües» o fins i tot «un fort vent venia i anava sobre les aigües».
Aquesta narració culmina amb la creació d'Adam. Déu modela el seu cos del fang i li insufla al rostre l'«alè de la vida» (Gen 2:7). Aquest «alè de vida» es refereix a la qualitat animadora de l'Esperit. D'altra banda, al Llibre de Job ell afirma que «L'Esperit de Déu em va fer, i l'alè de l'Omnipotent em va donar vida» (Job 33:4). Per això el Credo de Nicea diu de l'Esperit Sant que és «senyor i donador de vida».
Els exegetes cristians també identifiquen l'Esperit Sant en l'expressió «dit de Déu», que apareix a diversos llocs de l'Antic Testament. Les taules de la llei, per exemple, foren escrites pel «dit de Déu» (Ex 31:18). També a Ex 8:18-19, al fil de la tercera plaga d'Egipte. Aquesta plaga es produeix quan Aaró colpeja la terra amb el seu bastó i tota la pols es converteix en mosquits o polls. Aquesta expressió simbolitza la força o el poder de Déu obrant amb imperi sobre la natura. Apareix també al Nou Testament (Lc 11:20) en relació amb l'expulsió de dimonis.

### Esperit guia dels Reis

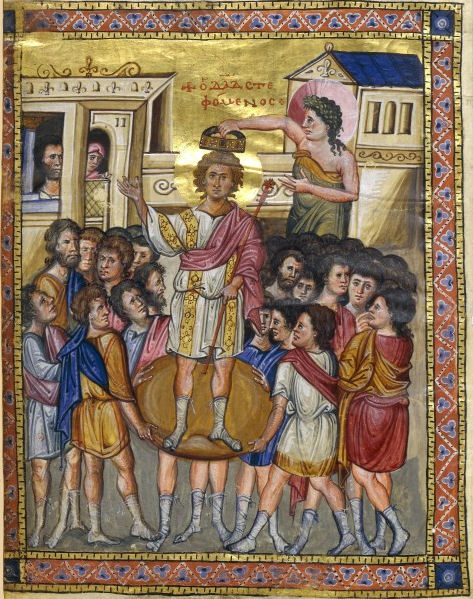
Coronació del rei David, miniatura d'un salteri medieval conservat a la Biblioteca Nacional de França.

Segons el relat bíblic, l'Esperit Sant guià el poble jueu elegint i inspirant els seus governants. El Primer Llibre de Samuel (1Sa 8:4-5) narra que els ancians d'Israel exigiren un nou rei que els governés. Samuel, que era jutge, consultà Déu, qui assenyalà Saül amb el gest de vessar sobre seu el seu Esperit (1Sa 10:6-7). Saül fou acceptat pel poble esdevenint així el primer dels Reis d'Israel. Després d'això, Saül fou reprovat per Déu a causa del seu mal comportament, i se li retirarà l'Esperit (1Sa 16:13-14) en favor de David. El Rei David és l'arquetip de governant predilecte per Déu. Al Psalm 51, David es lamenta que pot perdre el favor de Déu a causa dels seus pecats i implora que no se li retiri l'Esperit. El pecat al qual es refereix és el d'induir la mort d'Uries l'hitita al camp de batalla per quedar-se amb la seva dona Betsabé (2Sa 11:2).
Al Nou Testament s'hi afirma que l'esperit inspirador dels Reis és el propi Esperit Sant de la tradició cristiana (Mr 12:36).

## L'Esperit Sant en el cristianisme

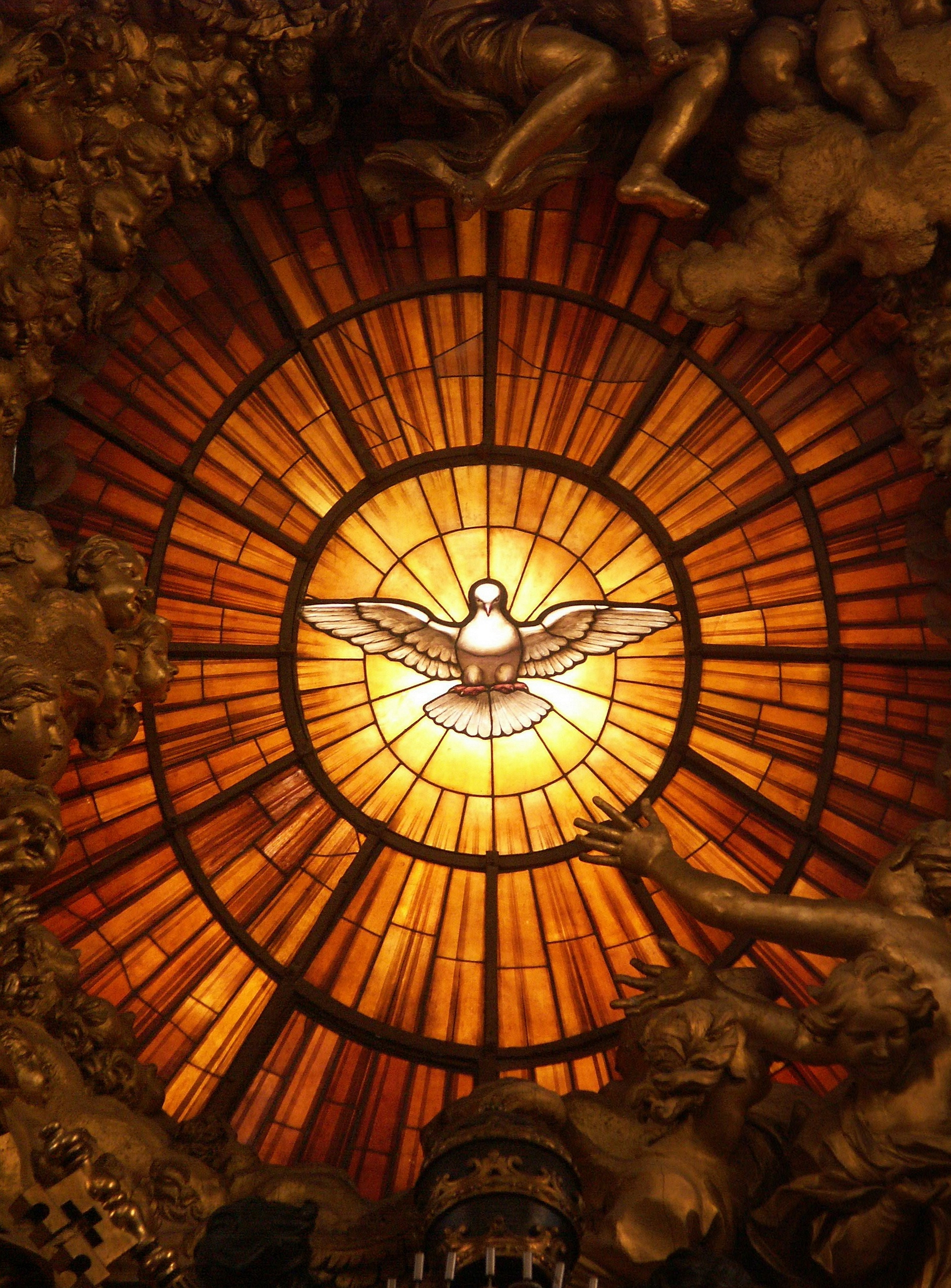
Al·legoria de l'Esperit Sant a la Basílica de Sant Pere de Roma

Per a la gran majoria dels cristians és la tercera persona de la Trinitat: el "Déu Triun" manifestat com a Pare, Fill i Esperit Sant; cada Persona és Déu. Dos símbols del cànon del Nou Testament estan associats amb l'Esperit Sant en la iconografia cristiana: un colom alat i unes llengües de foc. Cada representació de l'Esperit Sant va sorgir de diferents relats en les narracions de l'Evangeli; el primer va ser en el baptisme de Jesús al riu Jordà on es deia que l'Esperit Sant baixava en forma de colom mentre la veu de Déu Pare parlava tal com es descriu a Mateu, Marc i Lluc; des del dia de Pentecosta, cinquanta dies després de Pasqua, on la baixada de l'Esperit Sant va caure sobre els apòstols i altres seguidors de Jesucrist, com a llengües de foc tal com es descriu als Fets dels Apòstols, tal com va prometre Jesús en el seu discurs de comiat. Anomenada "l'epifania revelada de Déu", l'Esperit Sant és qui dona poder als seguidors de Jesús amb dons espirituals i poder que permeten la proclamació de Jesucrist, i el poder que porta la convicció de la fe.

## L'Esperit Sant en el judaisme
En la teologia jueva, l'Esperit Sant és mencionat com «Ruakh ha-Kodeix», expressió que es pot traduir com l'«alè de Déu» o «Esperit de Déu». Aquest Esperit és una personificació del poder creador i vital diví a través del qual Déu participa en la creació i hi opera. No es tracta mai de quelcom d'autònom i independent, que tingui voluntat pròpia, sinó d'una qualitat de Déu, de la manera que la bellesa o la saviesa d'una persona opera i actua com a força efectiva, sense que es puguin separar emperò del seu portador. En tant que alè, es pot dir figuradament que «parla». En tant que força creadora i vivificant, es pot dir que «crea» i «manté creat» el món.
Tal com s'ha mencionat anteriorment, un altre aspecte de la seva «economia» és la de dirigir reis i profetes. Per ell, els reis són ungits i capacitats per governar. Per ell, els profetes són inspirats i comuniquen el missatge de Déu. Atès que l'Esperit Sant ho coneix tot, se li atribueix el do de profecia. De la mateixa manera és el vehicle de la revelació. En conseqüència, l'Esperit Sant és l'inspirador de la Bíblia hebrea.
L'Esperit Sant, quan habita en una persona, la purifica elevant la seva condició moral. En aquest sentit, la persona és «santificada» per la seva acció. També pot perdre-ho a causa de la seva feblesa.
A la frase en hebreu Ruakh ha-Kodeix (escrit רוח הקודש), la paraula ruakh equival a Esperit, ha l'article determinant i Kodeix l'adjectiu que significa —en sentit positiu— Sant o Sagrat. La paraula Ruach Ha Kodesh es considerava una veu enviada des de dalt per parlar amb els Profetes. Ruach és un substantiu de gènere femení. Significa 'esperit', un principi femení, el principi creatiu de la vida.